# بناتي
كتاب بناتي هو كتاب تربوي للشيخ سلمان العودة يخاطب فيه فئة الإناث وخاصة الفتيات وهو من أشهر الكتب وأكثرها مبيعًا للشيخ سلمان وهو من الكتب الصغيرة حيث أن عدد صفحاته 174 صفحة مقسمة إلى 28 فصلًا قصيرًا ومليئًا بالنصائح الدينية وفي كل فصل يتطرق الشيخ إلى مرحلة عمرية من مراحل الفتاة ابتداءً من سن المراهقة وحتى سن الزواج فيقدم لها النصائح الدينية والآداب التي يجب أن تتحلى بها في هذه المرحلة وبعض التجارب التي حصلت للفتيات في مثل هذا العمر سواءً كان القارئ هي الفتاة نفسها أم الأم، وقد استند الكتاب على الكثير من الأدلة القرآنية والأدلة النبوية كما تضمن بعض من الأشعار والقصص الواقعية والإحصائيات العالمية ليخرج لنا كتابًا تربويًا هادفًا.